# カールスルーエ音楽大学
カールスルーエ音楽大学（英語: 、公用語表記: Staatliche Hochschule für Musik Karlsruhe）は、 ドイツバーデン＝ヴュルテンベルク州カールスルーエ市（大学本部、Schloss校舎、Marstall、Römerbau）
Am Schloss Gottesaue 7, D-76040, Karlsruhe
Jahnstraße 11& 18
Karlstor校舎
Karlstraße 47に本部を置くドイツの音楽大学。1812年創立、1971年大学設置。
ドイツに23校ある州立音楽大学のひとつ。現在、50に及ぶ世界各国から約550名の生徒、約60名の教授、約140名の講師らが在籍している。

## 沿革
- 1812年 - 市の協力を受けたmusikalisches Bildungsinstitut für Bläserを開設
- 1814年 - Singanstaltを開設
- 1837年 - 市と州の援助を受けMusikbildungsanstaltを開設
- 1910年 - 1883年にHeinrich Ordensteinが設立したGroßherzoglichen Konservatoriumと合併
- 1929年 - Badische Hochschule für Musik
- 1971年 - バーデン＝ヴュルテンベルク州立カールスルーエ音楽大学(Staatliche Hochschule für Musik Karlsruhe)に改組、現在に至る。

## 歴代学長
- 初代 Eugen Werner Velte
- 二代 Wolfgang Widmaier
- 三代 Fany Solter (1984- 2001)
- 四代 ヴォルフガング・マイヤー (2001- 2007)
- 五代 ハルトムート・ヘル (2007.9- )

## 学科グループ・研修所
この大学は6つの学科グループ(Fachgruppe)の他に、学科グループから独立した3つの研修所(Institut)と1つのストゥーディオ(Studio)、更に歌曲クラス(Liedklasse)を開設し、地域各種団体と連携をとり、ラジオ放送・オペラ公演・演奏会等を通じて独自かつ常に活発な教育活動を展開している。
- 指揮科
- 声楽科
- 鍵盤・ギター科
- 弦楽科
- 作曲・理論・音楽学科
- ハープ・管楽器・打楽器科
- Institut LernRadio
- Institut für neue Musik und Medien (InMM)

1990年に制定された州のコンセプト「カールスルーエ音大の重点の一つを現代音楽、コンピューター音楽とする」に基づき、設立される。現在もなお精力的な作曲活動を続けるヴォルフガング・リーム教授が現所長。Studio für MusikinformatikとEnsemble für neue Musikから成る。
- Institut für MusikTheater(Opernschule, IMT)

Renate Ackermann教授のオペラマスタークラスを発展させたもの。Schloss校地内に独自の校舎(Marstall)を有し、オペラ歌手の育成に寄与している。これまでにシュヴェツィンゲン音楽祭・ルートヴィヒスブルク音楽祭等と提携した公演を行ったり、バーデン州立歌劇場カールスルーエ(de:Badisches Staatstheater Karlsruhe)と共にオペラスタジオを運営する。
- Institut für Musikwissenschaft/Musikinformatik
- Studio für Alte Musik
- Liedklasse

1992年に設立。世界的に活躍する白井光子教授とハルトムート・ヘル(de:Hartmut_Höll)教授による歌手と共演ピアニストに対するドイツ歌曲に関する教育がこれまで中心であったが、2006年よりフランス・パリ国立高等音楽・舞踊学校より寄付教授としてAnne Le Bozec教授らを招聘し、ドイツの音楽大学では初とされるフランス歌曲に関する教育も並行して行われる様になった。

## 学習課程
ヨーロッパにおける高等教育機関について定めたボロニア宣言に基づき、2006年10月の冬ゼメスター入学生から作曲科・教育音楽を除き、新制度「学部・修士」制が適用。ゾリステンクラッセ（Konzertexamen）課程はそのまま残された。現在はそれ以前の旧制度下（Diplom-, Zusatz- Studium等）に入学した生徒と今般の新制度下の生徒との共存状態である。

2007年4月からは1ゼメスター（半年）につき600ユーロの学費（Ergänzungsstudium学生は900ユーロ）を納入しなければならない。

※日本で4年制大学を卒業した者がこの大学の正規学生として入学を希望する場合、この大学の「修士課程」ないしは「ゾリステンクラッセ」からしか入学が認められない（例外：作曲・教育音楽）。
- ディプロム課程（5年）

Komposition
- 学部（4年）

Klavier, Orgel, Gittare, Blockflöte, Querflöte, Oboe, Klarinette/Saxofon, Fagott, Trompete, Posaune/Tenorhorn, Horn, Tuba, Schlagzeug, Harfe,  Violine, Viola, Violoncello, Kontrabass, Gesang, Oper, Orchesterdirigieren, Chordirigieren, Musiktheorie, Musikwissenschaft/Musikinformatik, Musikjournalismus für Rundfunk und Multimedia
- 修士（2年）

Klavier, Orgel, Gittare, Blockflöte, Querflöte, Oboe, Klarinette/Saxofon, Fagott, Trompete, Posaune/Tenorhorn, Horn, Tuba, Schlagzeug, Harfe,  Violine, Viola, Violoncello, Kontrabass, Gesang, Oper, Liedklasse Gesang, Liedklasse Klavier,
Orchesterdirigieren, Chordirigieren, Korrepetition von Historische Tasteninstrumente, Musiktheorie, Musikwissenschaft/Musikinformatik, Musikjournalismus für Rundfunk und Multimedia
- ゾリステンクラッセ（州立演奏家資格）

Instrumentalfächer, Gesang, Komposition, Liedgestaltung, Kammermusik 
- Ergänzungsstudiengänge

Kammermusik, Liedgestaltung, Barockinstrumente
- Künstlerisches Lehramt an Gymnasien

Schulmusik
※なお、これら正規課程とは別に、更に研鑽を深めたい学生の為にKontaktstudiumが開設されている（夏：1600、冬：2000ユーロ）。

Instrumentale Hauptfächer, Gesang, Oper, Liedgestaltung, Dirigieren, Komposition, Klavier-, Streicher-, Bläserkammermusik

## 日本人の卒業・修了生
- ピアノ
  - 青木愛
  - 赤塚太郎
  - 阿部裕之
  - 有馬由希子
  - 上田賀代子
  - 江村玲子
  - 遠藤麻衣子
  - 金子詠美
  - 久能貴子
  - 幸田裕子
  - 越田麻美
  - 佐藤菜々海
  - 下村実紗子
  - 杉本安子
  - 高瀬健一郎
  - 武内俊之
  - 千葉かほる
  - 鶴見彩
  - 長谷智子
  - 中沢玲子
  - 濱倫子
  - 古屋真理
  - 村山卓洋
  - 山口陽子

- 管楽器
  - 佐藤嘉奈恵
  - 高山郁子
  - 佛田明希子
  - 吉井瑞穂
  - 安原太武郎
  - 高島美紀

- 弦楽器
  - 高旗健次

- ギター
  - 鹿子嶋二三夫
  - 上垣内寿光

- 打楽器
  - 池上英樹

- 声楽
  - 有馬牧太郎
  - 初鹿野剛
  - 藤井奈生子
  - 藤村匡人
  - 松下悦子